# 지식 기반 시스템
지식 기반 시스템(knowledge-based system, KBS)은 복잡한 문제를 해결하기 위해 지식 베이스를 사용하고 추론하는 컴퓨터 프로그램이다. 이 용어는 포괄적인 용어로서 각기 다른 종류의 시스템을 의미한다. 모든 지식 기반 시스템을 통일하는 하나의 공통된 주제는 분명하게 지식을 표현하려는 시도, 그리고 새로운 지식을 창출할 수 있는 추론 시스템이다. 그러므로 지식 기반 시스템은 2가지 구별되는 기능이 있다: 지식 베이스, 추론 엔진. 첫 번째 "지식 베이스"의 경우 세계에 관한 사실을 표현한다. 두 번째 "추론 엔진"의 경우 새로운 지식을 추론할 수 있게 한다.

## 개요
지식 기반 시스템은 인공지능 연구원들에 의해 처음 개발되었다. 이 초기 지식 기반 시스템들은 주로 전문가 시스템이었으며, 사실 이 용어는 전문가 시스템이라는 용어와 번갈아가며 자주 사용되지만 차이점이 있다.
- 전문가 시스템: 보통은 전문 지식이 필요한 것으로 간주되는 복잡한 작업에 대해 인간 전문가를 돕거나 대체할 목적으로 시스템이 지원을 시도하는 태스크의 종류를 가리킨다.
- 지식 기반 시스템: 절차적 코드가 아닌, 분명하게 지식을 표현하는 시스템의 구조를 가리킨다.

## 같이 보기
- 지식 표현
- 지식 베이스
- 추론 엔진
- 사례기반추론
- 전문가 시스템
- 시맨틱 웹

## 추가 문헌
- Rajendra, Akerkar; Sajja, Priti (2009). 《Knowledge-Based Systems》. Jones & Bartlett Learning. ISBN 9780763776473.